# Humberto Catalano
Humberto Catalano (Rio de Janeiro, 5 de maio de 1904 — Rio de Janeiro, 10 de setembro de 2000) foi um ator brasileiro.

## Biografia
Descendente de uma família tradicional do Rio de Janeiro, ele se formou em Ciências e Letras e trabalhou como alfaiate.
Aos 20 anos participa de um grupo amador e a partir daí se apaixona pelo teatro. Morando em Vitória, capital do Espírito Santo onde atuava como goleiro de um time da cidade ele conhece Palmerim Silva e larga tudo para viajar para o Nordeste com a companhia de espetáculos de Palmerim.
Sua carreira como ator de teatro começa em 1924, e dois anos depois estreia no cinema em A Lei do Inquilinato, ainda na época do cinema mudo. O sucesso chega mesmo a partir da década de 1940 quando é contratado pela Atlântida e participa de comédias como Gente Honesta; Este Mundo é Um Pandeiro; O Petróleo É Nosso; Carnaval em Marte e Depois Eu Conto.
Faz cinema até o fim dos anos 80. Fez pouco TV e sua última participação foi em O Primo Basílio em 1988 na TV Globo. Nos anos 90, ele sofreu um derrame, que o deixou bastante debilitado. Ele teve uma carreira de mais de 60 anos, a maior parte deles dedicado ao cinema brasileiro.

## Filmografia
No cinema
| Ano  | Título                              | Personagem                   |
| ---- | ----------------------------------- | ---------------------------- |
| 1989 | Solidão, Uma Linda História de Amor | Velho senhor                 |
| 1988 | Luar Sobre Parador                  | Membro da família            |
| 1982 | Os Paspalhões em Pinóquio 2000      | Kara Mazursky                |
| 1980 | O Torturador                        | —                            |
| 1978 | Assim era a Pornochanchada          | Ele mesmo                    |
| 1978 | Manicures a Domicílio               | Venâncio                     |
| 1978 | O Namorador                         | —                            |
| 1977 | Essa Freira É Uma Parada            | Prefeito Tamarindo           |
| 1976 | As Desquitadas em Lua-de-Mel        | Pai                          |
| 1976 | As Mulheres Que Dão Certo           | Dr. Magalhães                |
| 1976 | Tem Folga na Direção                | Pepino, o italiano           |
| 1973 | Um Virgem na Praça                  | —                            |
| 1967 | Le Samouraï                         | Inspetor                     |
| 1966 | Rio, Verão & Amor                   | Josué                        |
| 1961 | Três Colegas de Batina              | Nagib                        |
| 1960 | Samba em Brasília                   | Rodolfo                      |
| 1960 | A Viúva Valentina                   | Figueiredo                   |
| 1959 | Minervina Vem Aí                    | Demócrito                    |
| 1959 | Meus Amores no Rio                  | Guia turístico               |
| 1959 | Quem Roubou Meu Samba?              | Tancredo                     |
| 1958 | O Camelô da Rua Larga               | Totó                         |
| 1958 | A Grande Vedete                     | Ambrósio                     |
| 1958 | Cala a Boca, Etelvina               | Libório                      |
| 1957 | A Baronesa Transviada               | Ambrósio                     |
| 1957 | O Circo Chegou à Cidade             | Toni                         |
| 1956 | O Boca de Ouro                      | —                            |
| 1956 | Rio Fantasia                        | Leônidas                     |
| 1956 | Depois Eu Conto                     | Dr. Ariovaldo                |
| 1956 | Genival É De Morte                  | Mário                        |
| 1956 | Quem Sabe...Sabe!                   | Adônis                       |
| 1955 | Carnaval em Marte                   | Catarino                     |
| 1954 | O Petróleo é Nosso                  | Omelete                      |
| 1952 | Pecadora Imaculada                  | Padre                        |
| 1950 | Não É Nada Disso                    | Produtor                     |
| 1950 | O Noivo de Minha Mulher             | —                            |
| 1948 | É Com Este Que Eu Vou               | André                        |
| 1948 | ... E o Mundo Se Diverte            | Firmino, auxiliar do diretor |
| 1947 | Este Mundo É um Pandeiro            | Cornélio                     |
| 1946 | Segura Esta Mulher                  | Marido                       |
| 1946 | Sob a Luz do Meu Bairro             | —                            |
| 1945 | O Gol da Vitória                    | —                            |
| 1945 | Não Adianta Chorar                  | —                            |
| 1945 | Cem Garotas e um Capote             | Seu Lobo                     |
| 1944 | Gente Honesta                       | —                            |
| 1943 | Samba em Berlim                     | —                            |
| 1937 | Les Perles de la Couronne           | Spanelli                     |
| 1931 | Mágoa Sertaneja                     | —                            |
| 1926 | A Lei do Inquilinato                | Xerife                       |
| 1921 | O Guarani                           | —                            |

Na Televisão
| Ano       | Título          | Personagem         |
| --------- | --------------- | ------------------ |
| 1988      | O Primo Basílio | Gouveia            |
| 1986      | Cambalacho      | Recepcionista      |
| 1978      | Brasil Pandeiro | —                  |
| 1959-1962 | Noites Cariocas | Vários personagens |

## Teatro
- 1986 - Cara Loucura
- 1969 - Amanhã É Dia de Pecar
- 1969 - Olho N’Amélia
- 1961 - Sem Mulher, Não Me Divirto
- 1952 - Buraco!
- 1951 - Kaleidoscópio
- 1946 - Fogo no Pandeiro
- 1946 - Jogo Franco
- 1945 - A Cobra Tá Fumando
- 1943 - Rei Momo na Guerra
- 1942 - Miss Diabo!
- 1937 - Beco Sem Saída
- 1929 - A Guerra dos Mosquitos